# Sporobolus pinetorum
Sporobolus pinetorum là một loài thực vật có hoa trong họ Hòa thảo. Loài này được Weakley & P.M.Peterson miêu tả khoa học đầu tiên năm 1998.